# Еленц
Еленц (нім. Ehlenz) — громада в Німеччині, розташована в землі Рейнланд-Пфальц. Входить до складу району Бітбург-Прюм. Складова частина об'єднання громад Бітбургер-Ланд.
Площа — 5,95 км2. Населення становить 463 ос. (станом на 31 грудня 2020).